# Дедрик Боята
Анга́ Дедри́к Боята́ (фр. Anga Dedryck Boyata, нар. 28 листопада 1990, Уккел) — бельгійський футболіст, захисник клубу «Брюгге» і національної збірної Бельгії.

## Клубна кар'єра
Народився 28 листопада 1990 року в місті Уккел. Розпочав займатись футболом у клубі «Брюссель», з якого 2006 року потрапив в академію «Манчестер Сіті». З цією командою Дедрик став перемоцем молодіжного Кубка Англії, зігравши у фіналі проти юнаків з «Челсі». Він також був гравцем місяця молодіжної англійської Прем'єр-ліги]] у квітні 2009.
Дебютував за першу команду в Кубку Англії проти «Мідлсбро» (1:0) у січні 2010 року. Його дебют у Прем'єр-лізі відбувся у грі проти «Блекберн Роверз», в якій він замінив Мартіна Петрова на 86 хвилині. Так і не ставши основним гравцем у матчестерському клубі, Боята здавався в оренди в «Болтон Вондерерз» та нідерландське «Твенте». Після повернення ставав з «блакитними» 
чемпіоном Англії та володарем Кубка англійської ліги у сезоні 2013/14, проте на поле знову виходив вкрай рідко.
У червні 2015 року за 1,5 млн. фунтів перейшов у шотландський «Селтік», з яким виграв низку національних трофеїв. Станом на 3 червня 2018 року відіграв за команду з Глазго 71 матч в національному чемпіонаті.

## Виступи за збірні
2008 року дебютував у складі юнацької збірної Бельгії, взяв участь у 12 іграх на юнацькому рівні, відзначившись 2 забитими голами.
Протягом 2010—2012 років залучався до складу молодіжної збірної Бельгії. На молодіжному рівні зіграв в 11 офіційних матчах.
10 жовтня 2010 року дебютував в офіційних іграх у складі національної збірної Бельгії у відбірковому матчі на Євро-2012 проти Австрії (4:4). Другу гру у формі національної команди провів лише у березні 2016, а третю — ще за рік, у березні 2017 року.
Попри цю нерегулярність виступів за збірну, саме Боята, який на той момент мав в активі лише чотири гри за збірну протягом семи років, розпочав підготовку до  чемпіонату світу 2018 року у Росії. Згодом він не лише був включений до остаточної заявки національної команди на цей турнір, але й, з огляду на ушкодження багаторічного лідера захисту бельгійців Венсана Компані, розпочав чемпіонат як гравець стартового складу, повністю провівши на полі усі три матчі групового турніру, в яких його команда здобула три перемоги, пропустивши лише два голи у грі з Тунісом (5:2).
| Дата       | Місто           | Господарі  | Результат | Гості       | Турнір                               | Голи | Примітки |
| ---------- | --------------- | ---------- | --------- | ----------- | ------------------------------------ | ---- | -------- |
| 12-10-2010 | Брюссель        | Бельгія    | 4 – 4     | Австрія     | Відбір до ЧЄ 2012                    | -    | 46'      |
| 29-3-2016  | Лейрія          | Португалія | 2 – 1     | Бельгія     | товариський матч                     | -    | 86'      |
| 28-3-2017  | Сочі            | Росія      | 3 – 3     | Бельгія     | товариський матч                     | -    | 90'      |
| 10-11-2017 | Брюссель        | Бельгія    | 3 – 3     | Мексика     | товариський матч                     | -    |          |
| 2-6-2018   | Брюссель        | Бельгія    | 0 – 0     | Португалія  | товариський матч                     | -    | 55'      |
| 6-6-2018   | Брюссель        | Бельгія    | 3 – 0     | Єгипет      | товариський матч                     | -    | 81'      |
| 11-6-2018  | Брюссель        | Бельгія    | 4 – 1     | Коста-Рика  | товариський матч                     | -    | 66'      |
| 18-6-2018  | Сочі            | Бельгія    | 3 – 0     | Панама      | ЧС 2018 - 1-й етап                   | -    |          |
| 23-6-2018  | Москва          | Бельгія    | 5 – 2     | Туніс       | ЧС 2018 - 1-й етап                   | -    |          |
| 28-6-2018  | Калінінград     | Англія     | 0 – 1     | Бельгія     | ЧС 2018 - 1-й етап                   | -    |          |
| 7-9-2018   | Глазго          | Шотландія  | 0 – 4     | Бельгія     | товариський матч                     | -    |          |
| 12-10-2018 | Брюссель        | Бельгія    | 2 – 1     | Швейцарія   | Ліга націй УЄФА 2018-2019 - 1-й етап | -    | 73'      |
| 16-10-2018 | Брюссель        | Бельгія    | 1 – 1     | Нідерланди  | товариський матч                     | -    | 82'      |
| 15-11-2018 | Брюссель        | Бельгія    | 2 – 0     | Ісландія    | Ліга націй УЄФА 2018-2019 - 1-й етап | -    | 66'      |
| 18-11-2018 | Люцерн          | Швейцарія  | 5 – 2     | Бельгія     | Ліга націй УЄФА 2018-2019 - 1-й етап | -    |          |
| 21-3-2019  | Брюссель        | Бельгія    | 3 – 1     | Росія       | Відбір до ЧЄ 2020                    | -    |          |
| 16-11-2019 | Санкт-Петербург | Росія      | 1 – 4     | Бельгія     | Відбір до ЧЄ 2020                    | -    |          |
| 8-10-2020  | Брюссель        | Бельгія    | 1 – 1     | Кот-д'Івуар | товариський матч                     | -    |          |
| 11-10-2020 | Лондон          | Англія     | 2 – 1     | Бельгія     | Ліга націй УЄФА 2020-2021 - 1-й етап | -    |          |
| 14-10-2020 | Рейк'явік       | Ісландія   | 1 – 2     | Бельгія     | Ліга націй УЄФА 2020-2021 - 1-й етап | -    |          |
| 18-11-2020 | Левен           | Бельгія    | 4 – 2     | Данія       | Ліга націй УЄФА 2020-2021 - 1-й етап | -    | 90+1'    |
| 30-3-2021  | Левен           | Бельгія    | 8 – 0     | Білорусь    | Відбір до ЧС 2022                    | -    | 46'      |
| 3-6-2021   | Брюссель        | Бельгія    | 1 – 1     | Греція      | товариський матч                     | -    |          |
| 12-6-2021  | Санкт-Петербург | Росія      | 0 – 3     | Бельгія     | ЧЄ 2020 - 1-й етап                   | -    |          |
| 21-6-2021  | Санкт-Петербург | Фінляндія  | 0 – 2     | Бельгія     | ЧЄ 2020 - 1-й етап                   | -    |          |
| 2-9-2021   | Таллінн         | Естонія    | 2 – 5     | Бельгія     | Відбір до ЧС 2022                    | -    |          |
| 8-9-2021   | Казань          | Білорусь   | 0 – 1     | Бельгія     | Відбір до ЧС 2022                    | -    |          |
| 16-11-2021 | Кардіфф         | Уельс      | 1 – 1     | Бельгія     | Відбір до ЧС 2022                    | -    |          |
| 26-3-2022  | Дублін          | Ірландія   | 2 – 2     | Бельгія     | товариський матч                     | -    |          |
| 3-6-2022   | Брюссель        | Бельгія    | 1 – 4     | Нідерланди  | Ліга націй УЄФА 2022-2023 - 1-й етап | -    |          |
| 11-6-2022  | Кардіфф         | Уельс      | 1 – 1     | Бельгія     | Ліга націй УЄФА 2022-2023 - 1-й етап | -    |          |
| Усього     |                 | Матчів     | 31        |             | Голів                                | 0    |          |

## Титули і досягнення
- Чемпіон Англії (1):

«Манчестер Сіті»: 2013–14
- Володар Кубка Англії (1):

«Манчестер Сіті»: 2010–11
- Володар Кубка англійської ліги (1):

«Манчестер Сіті»: 2013–2014
- Чемпіон Шотландії (4):

«Селтік»: 2015–16, 2016–17, 2017–18, 2018–19
- Володар Кубка шотландської ліги (3):

«Селтік»: 2016–17, 2017–18, 2018–19
- Володар Кубка Шотландії (2):

«Селтік»: 2016–17, 2017–18
- Бронзовий призер чемпіонату світу: 2018